# 加藤宣明
加藤 宣明（かとう のぶあき、1948年（昭和23年）11月3日 - ）は、日本の実業家。元デンソー代表取締役社長。愛知県経営者協会会長。

## 経歴
- 1948年 - 愛知県知多郡生まれ。
- 1971年 - 慶應義塾大学商学部卒業。
  - 同年4月 - 日本電装株式会社（現・デンソー）入社。
- 1996年 - 冷暖房企画部長。
- 1999年 - 総合企画部長。
- 2000年 - 取締役。
- 2004年 - 常務役員。
- 2005年 - デンソー・ヨーロッパ代表取締役社長
- 2007年 - 専務取締役。
- 2008年 - 代表取締役社長[1]。
- 2015年 - 中部実業団陸上競技連盟会長[2]。
- 2017年 - 愛知県経営者協会会長[3]。
- 2018年 - 相談役[4]。